# Banco Santander
Banco Santander, S.A. är (2016) Eurozonens största bank och det största företaget i bankkoncernen Grupo Santander. Banco Santander grundades 1857 i den nordspanska staden Santander. Banken har genom god riskkontroll och geografisk diversifiering klarat sig bra under kreditkrisen som startade hösten 2007.
Banco Santander är (2016) världens femte största bank med ett marknadsvärde av 50 miljarder euro. Banco Santander har vuxit genom uppköp. Först utökade man sin storlek på Iberiska halvön genom uppköp av Banesto i Spanien och Totta i Portugal. I Storbritannien är man idag en av de största bankerna genom uppköp av Abbey, Alliance & Leicester samt Bradford & Bingley. I övriga Europa finns man i 19 länder genom Santander consumer finance. Banco Santander är Sydamerikas största bank med en ledande position i Brasilien, Mexiko och Chile samt med närvaro i Argentina, Venezuela, Colombia, Uruguay, Peru och Puerto Rico.
Banco Santanders vision vilar på sex pelare. Dessa är fokus på kommersiell banking genom att ha det största nätverket av kontor (11 178 kontor), geografisk diversifiering, bra riskkontroll, den senaste teknologin för affärsmässig effektivitet, kapitaldisciplin samt det bästa ledarskapet.
Banco Santander har 194 519 anställda och gjorde 2015 en vinst på nästan sex miljarder euro.

## Sverige
Banco Santander etablerades på den svenska marknaden 2004 genom sitt förvärv av det Norska fordonsfinansieringsbolaget Elcon Finans. 2014 förvärvades även General Electrics nordiska bankverksamhet GE Money Bank, som då bytte namn till Santander Consumer Bank.